# Another Round
Another Round è un brano musicale del rapper statunitense Fat Joe a cui collabora il cantante Chris Brown, estratto come singolo dal suo undicesimo album studio Another Round. Il brano musicale, che campiona I Will Always Love You di Troop, è stato prodotto da Cool and Dre e Yung Ladd, ed è stato reso disponibile per il download digitale il 20 ottobre 2011.

## Tracce
- Download digitale

1. Another Round featuring Chris Brown – 4:49

## Classifiche
| Classifica (2011) | Posizione più alta |
| ----------------- | ------------------ |
| Billboard Hot 100 | 74                 |